# Enrico Castelnuovo (scrittore)
Enrico Castelnuovo (Firenze, 8 febbraio 1839 – Venezia, 22 giugno 1915) è stato uno scrittore italiano che ebbe un ruolo attivo nel movimento di unificazione nazionale.
Fu il padre del matematico Guido Castelnuovo.

## Opere letterarie
- Il quaderno della zia. Novella, Milano, Coi tipi della Perseveranza, 1872.
- Il professore Romualdo. Novella, Milano, Stab. Tip. della Perseveranza, 1878; Ecra, Roma, 2018.
- Nella lotta. Romanzo, Milano, Fratelli Treves, 1880.
- Reminiscenze e fantasie, Milano, Fratelli Treves, 1886.
- Prima di partire. Nuovi racconti, Milano, Fratelli Treves, 1896.
- Il fallo d'una donna onesta. Romanzo, Milano, Casa Edit. Galli di Chiesa-Omodei e Guindani, 1897.
- I coniugi Varedo, Milano, Baldini Castoldi & Co., 1899.
- Il ritorno dell'Aretusa, Milano, Baldini Castoldi & Co., 1901.
- I Moncalvo. Romanzo, Milano, Fratelli Treves, 1908; Ecra, Roma, 2019.